# Пурана-Кіла

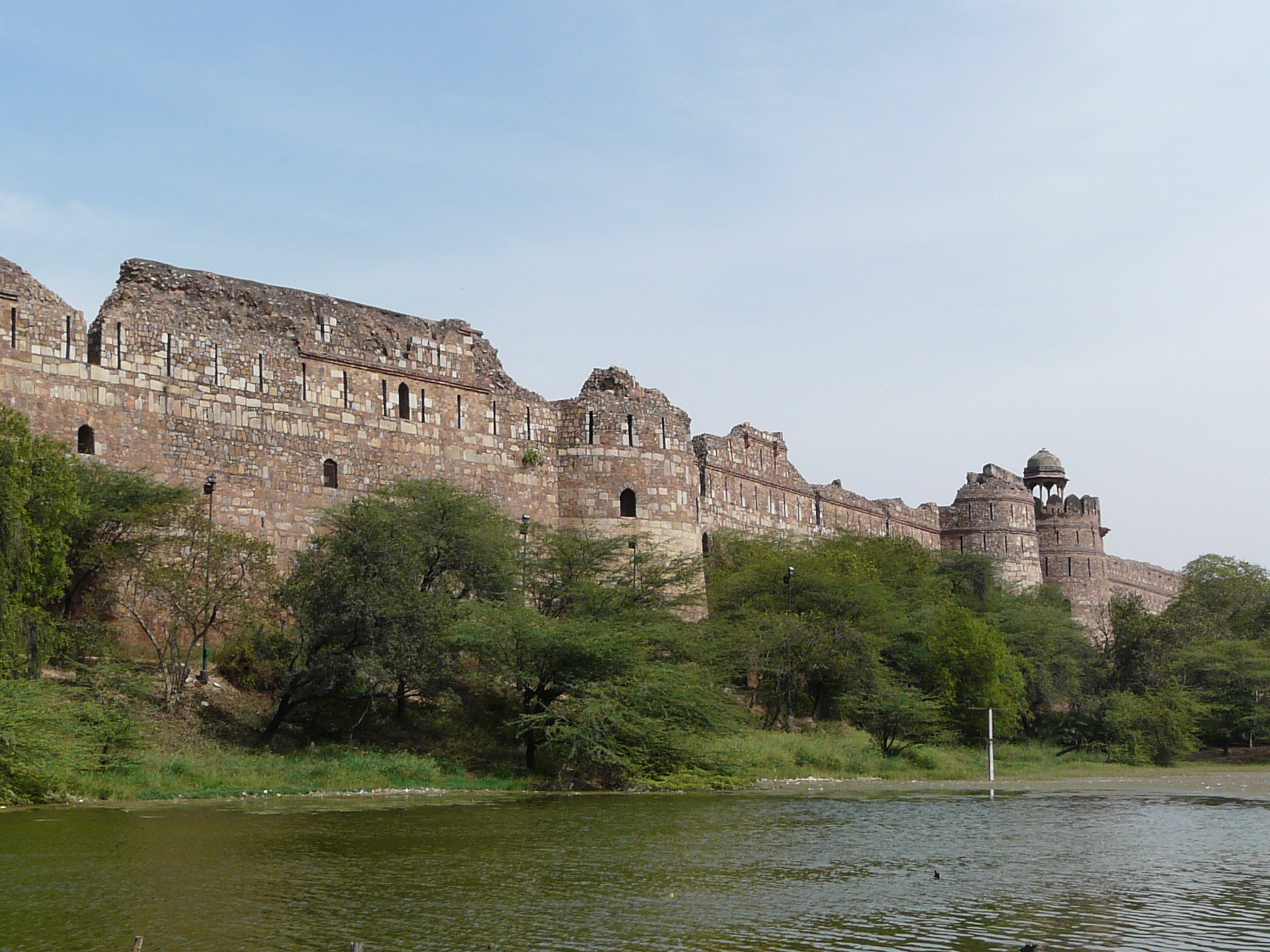
Бастіони Пурана-Кіли

28°36′34″ пн. ш. 77°14′39″ сх. д. / 28.609444444444° пн. ш. 77.244166666667° сх. д.
Пурана-Кіла (гінді पुराना क़िला, урду پُرانا قلعہ — «старий форт», англ. Purana Qila) — фортеця 16 століття на території Національної столичної території Делі, одне з Семи міст Делі. Фортеця була збудована як цитадель міста Дінапанах, заснованого могольським імператором Хумаюном в 1533 році та завершена п'ятьма роками пізніше. Однак у 1540 році Хумаюна розбив Шер Шах Сурі, який перейменував місто і фортецю на Шерґарх та значно розширив їх. Але Шер Шах загинув у 1545 році, а Імперія Сурі протрималася ще лише 10 років. В результаті Хумаюн повернув собі форт у 1555 році, але й сам помер наступного року. За легендою, на місці фортеці знаходилося стародавнє місто Індрапрастха, описане у епосі Махабхарата
Стіни фортеці довжиною 1,5 км піднімаються на висоту до 18 м. До фортеці ведуть три брами, «Велика брама» на заході, зараз головний вхід, південна Брама Хумаюна (біля Гробниці Хумаюна) і Заборонена брама. Всі три брами збудовані з пісковика, кожна між двома півкруглими баштами, прикрашені білими мармуровими плитами та блакитною керамічною плиткою. Всі вони також прикрашені різбленими балконами, павільйонами на тонких колонах, що нагадують раджастанський стиль та пізнішу могольську архітектуру. Більшість будівель усередині фортеці не збереглися, окрім мечеті Кіла-і-Кухна і Шермандала, обидві структури були збудовані Шар Шахом.
Зараз фортеця відкрита для відвідувачів, щоденно після заходу сонця тут проводяться постанови, на яких розповідають про історію Делі.